# Rose Pastor Stokes

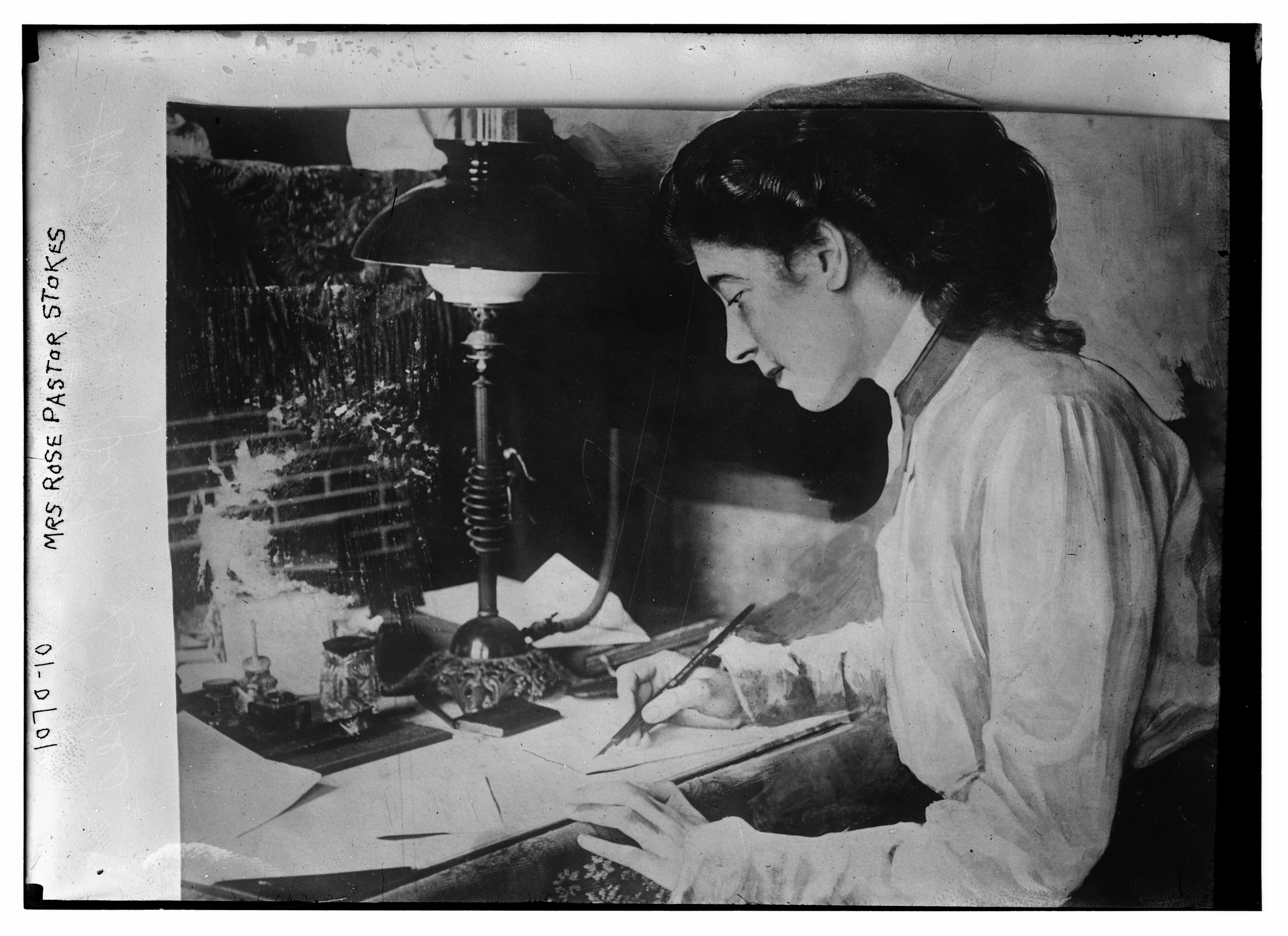
Rose Pastor Stokes am Schreibtisch

Rose Harriet Pastor Stokes (* 18. Juli 1879 in Augustów, Russisches Kaiserreich; † 20. Juni 1933 in Frankfurt am Main, Deutschland) war eine US-amerikanische Aktivistin, Autorin und Frauenrechtlerin. Sie war 1919 Gründungsmitglied der Kommunistischen Partei der USA (CPUSA).

## Leben und Werk

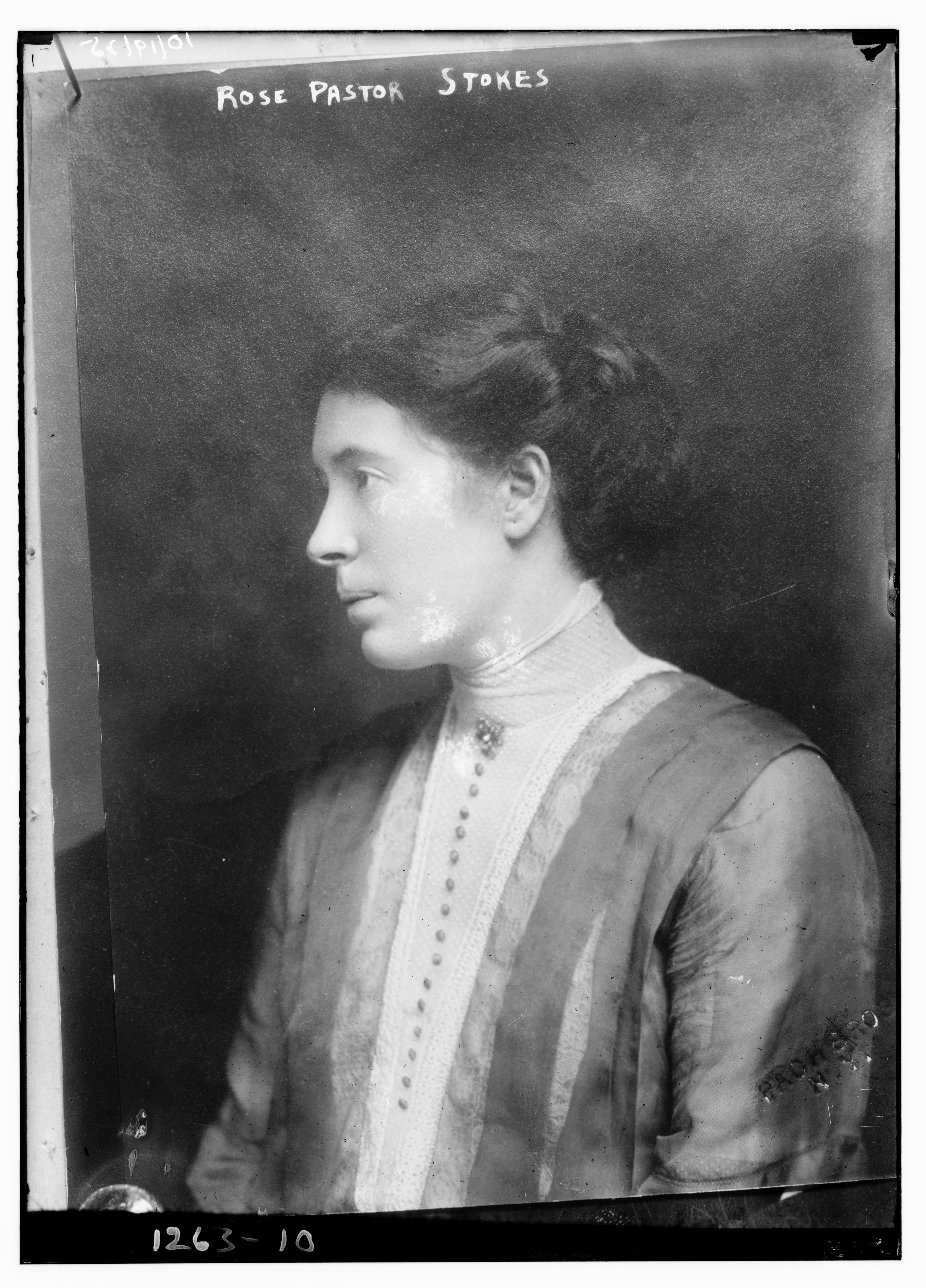
Rose Pastor Stokes, 1909

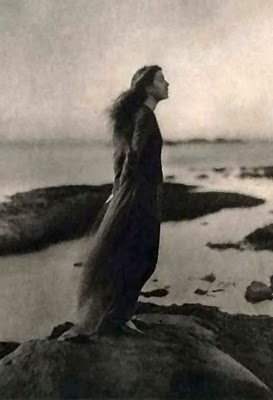
Das Meer (Rose Pastor Stokes, Caritas Island, Connecticut), Fotografie von Clarence Hudson White, 1919

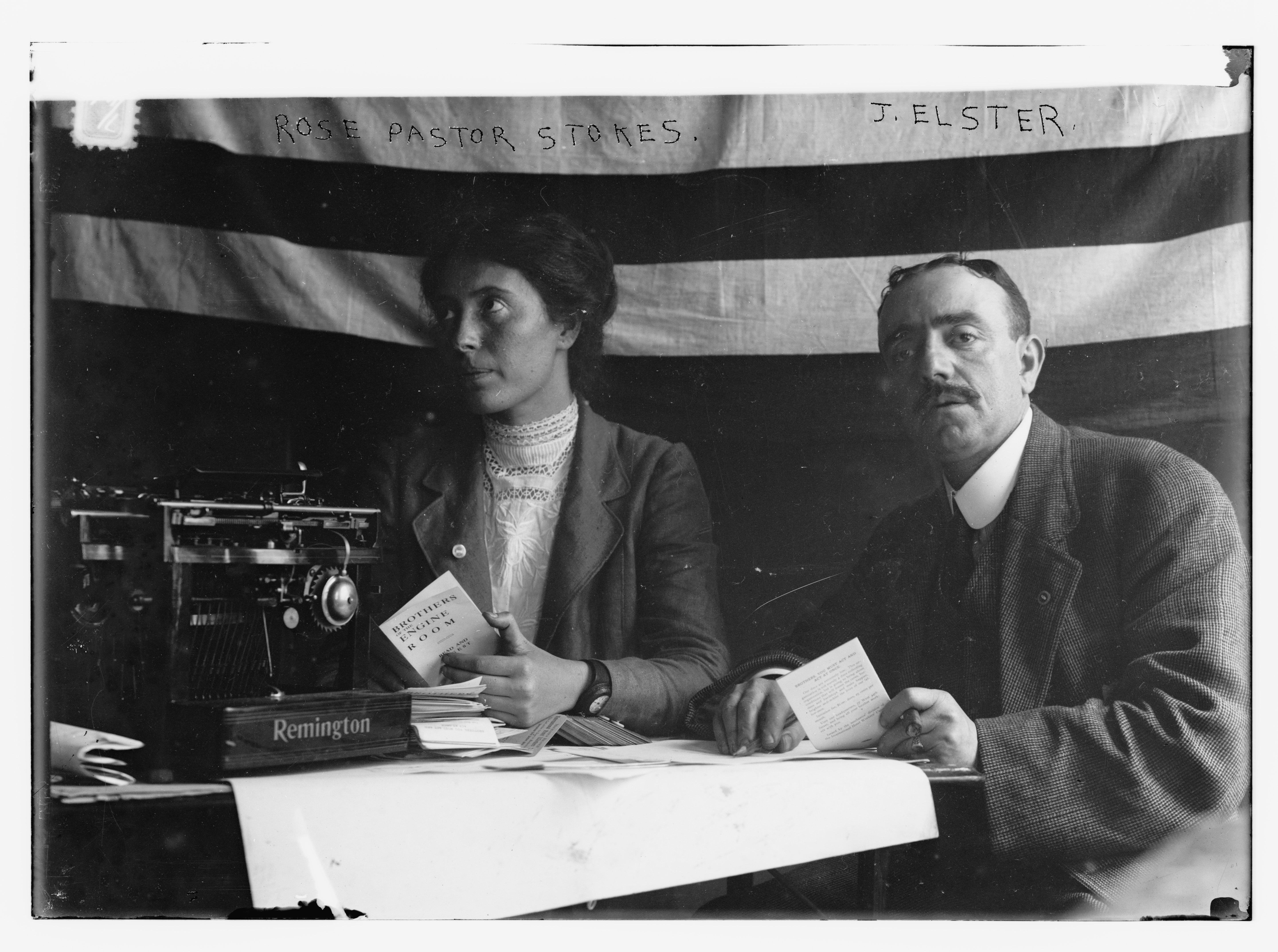
Rose Pastor Stokes

Stokes wurde als Raisel Harriet Wieslander als Tochter von Jacob und Anna Wieslander in einer orthodoxen jüdischen Familie geboren. Im Alter von drei Jahren zog ihre Mutter mit ihr nach England, um den Pogromen gegen russische Juden zu entkommen. Sie lebte bei Verwandten in den Slums des Londoner East End und war gezwungen, die Schule im Alter von acht Jahren zu verlassen und ins Berufsleben einzusteigen. In England heiratete ihre Mutter Hindl Israel Pastor, der sich bald entschied, die Familie nach Amerika umzusiedeln. 1890 wohnte sie mit ihrer Familie in Cleveland, wo sie in einem Zigarren-Sweatshop arbeitete. Nachdem ihr Vater die Familie verlassen hatte, war sie die einzige Unterstützerin einer sechsköpfigen Familie.
Sie reichte 1901 einige Geschichten bei dem in New York ansässigen Yidishes Tageblat ein, der ältesten jiddischen Zeitung des Landes, und wurde eingeladen, weitere zu senden. Ihre Kolumne erlangte eine solche Popularität, dass ihr der Herausgeber eine Vollzeitstelle als ansässige Kolumnistin in New York City für 15 Dollar pro Woche anbot. Sie ließ sich im Januar 1903 auf der Lower East Side nieder und wurde Feuilletonistin für die Jewish Daily News. 
Kurz nach ihrer Ankunft in New York City interviewte sie den jungen Millionär und Sozialisten James Graham Phelps Stokes, den sie am 18. Juli 1905 heiratete. Sie lebte mit ihrem Mann in der Universitätssiedlung an der Lower East Side, die für die neuen Einwanderer aus Europa als Unterkunft diente, und trat in die Sozialistische Partei Amerikas ein. Sie wurde von Eugene V. Debs geleitet, dem Vorsitzenden einer Eisenbahnergewerkschaft.
Stokes arbeitete als Dozentin für die Intercollegiate Socialist Society, die von Jack London, Upton Sinclair und ihrem Ehemann organisiert wurde. Vortragsreisen führten sie zu vielen Universitäten der Vereinigten Staaten, und während dieser Reisen schloss sie viele Freundschaften. Sie und ihr Mann besaßen einen Landsitz in der Nähe von New York City auf der Caritas-Insel, wo sie viele aktive Sozialisten, einige aktive Anarchisten und Syndikalisten (IWW) als Gäste begrüßten. Dazu gehörten der russische marxistische Schriftsteller Maxim Gorki, die US-Arbeiteraktivistin Mary Harris Jones, die Soziologin W. E. B. Du Bois und die Autoren London, Charlotte Perkins Gilman und Upton Sinclair. 

## Aktivitäten in den Jahren 1909 bis 1922
1909 nahm sie am Shirtwaist Strike teil, an dem 40.000 New Yorker Bekleidungsarbeiter beteiligt waren. Im Mai und Juni 1912 führte sie einen Streik der New Yorker Restaurant- und Hotelangestellten an. Sie leitete 1915 und 1916 die Bewegung zur Unterstützung des Gewerkschaftsführers Patrick Quinlan, eines Streikführers der radikalen Industrial Workers of the World, um die Verurteilung wegen seiner Teilnahme am Streik der Seidenarbeiter aufzuheben. Stokes erregte auch viel Aufmerksamkeit für ihre Aktivitäten zur Empfängnisverhütung, indem sie als Anführerin der Gruppen fungierte, die sich während der Verhaftung und des Prozesses für Margaret Sanger einsetzten. Sie schrieb zwei Pro-Empfängnisverhütungsstücke, The Woman Who Wouldn’t und mit Alice Blache Shall the Parents Decide. Als prominente Frau der damaligen Zeit wurde sie gebeten, in die Organisation Heterodoxy Society einzutreten, in der viele prominente Frauen aktiv waren und die nicht nur auf Personen beschränkt war, die in der sozialistischen Bewegung aktiv waren. 
Als im August 1914 der Erste Weltkrieg in Europa begann, traten Stokes und Crystal Eastman in die Woman’s Peace Party ein und starteten eine Kampagne gegen die Kriegsvorbereitungen. Die USA blieben zunächst neutral, aber im April 1917 brach Präsident Woodrow Wilson sein Wahlversprechen für den Frieden und kündigte an, dass die USA in den Krieg eintreten würden. Als die Vereinigten Staaten im April 1917 in den Ersten Weltkrieg eintraten, trat Stokes wegen ihrer Antikriegsposition aus der Socialist Party aus.

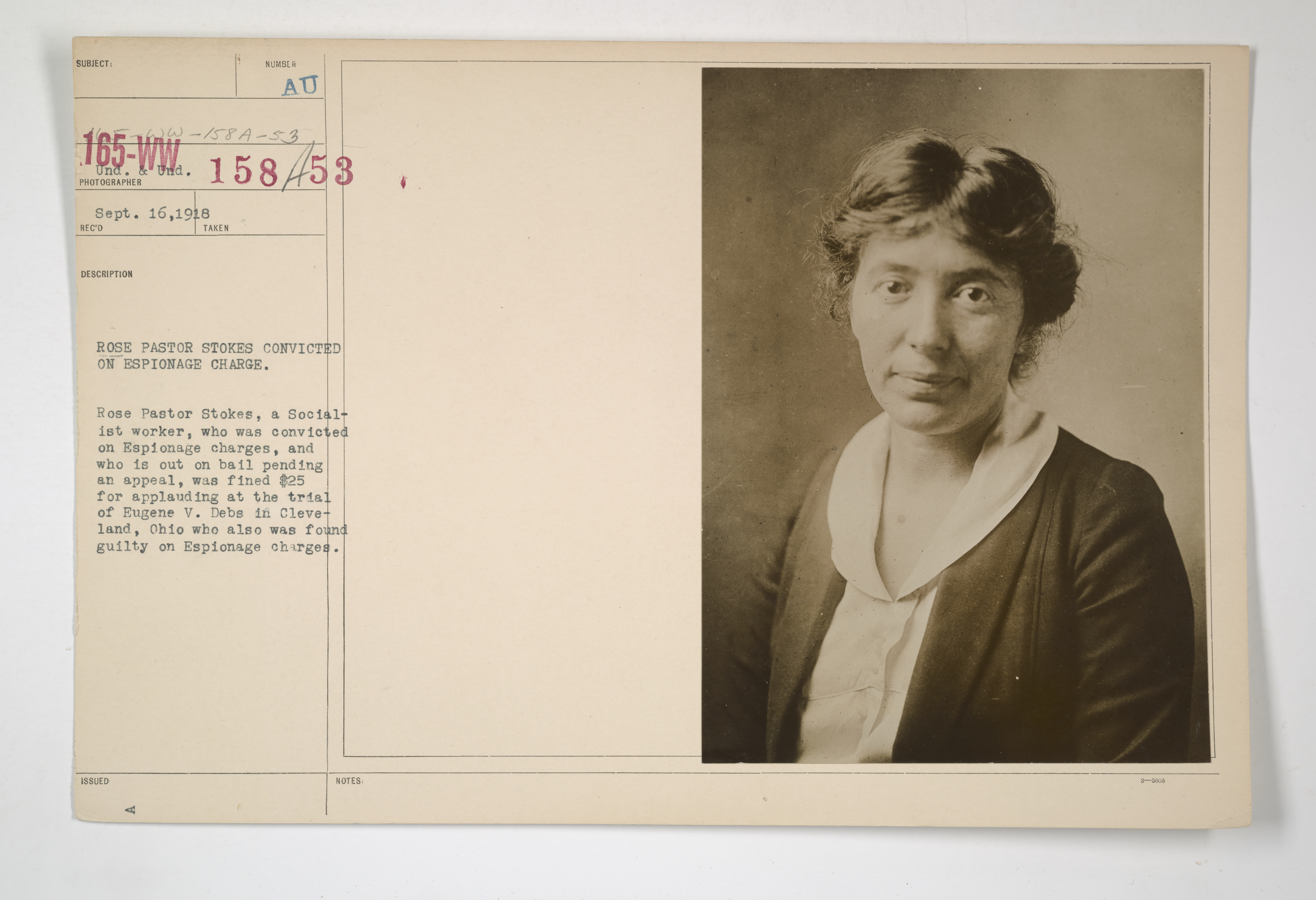
Originalunterschrift: Rose Pastor Stokes wegen Spionage verurteilt. Rose Pastor Stokes, eine sozialistische Arbeiterin, die wegen Spionagevorwürfen verurteilt wurde und bis zur Berufung auf Kaution frei ist, wurde mit einer Geldstrafe von 25 Dollar belegt, weil sie beim Prozess gegen Eugene V. Debs in Cleveland, Ohio, applaudiert hatte, der ebenfalls wegen Spionagevorwürfen für schuldig befunden wurde

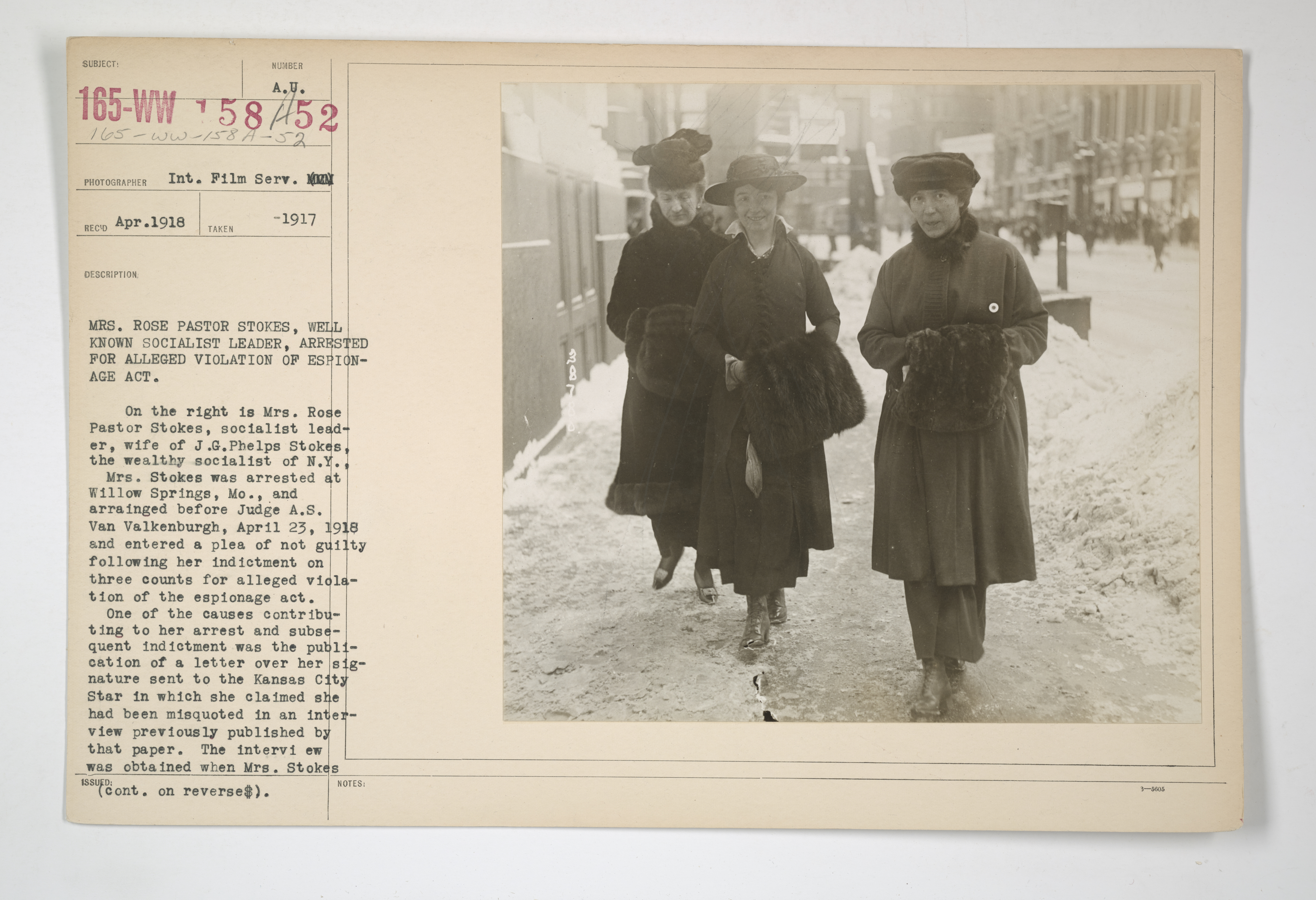
Stokes verhaftet wegen angeblicher Verletzung des Spionagegesetzes. Rechts: Rose Pastor Stokes. Stokes wurde in Willow Springs, Missouri, festgenommen und am 23. April 1918 vor Richter AS Van Valkenburgh angeklagt und plädierte auf nicht schuldig, nachdem sie in drei Fällen wegen angeblicher Verletzung des Spionagegesetzes Anklage erhoben hatte. Einer der Gründe, die zu ihrer Verhaftung und anschließenden Anklage beigetragen haben, war die Veröffentlichung eines Briefes über ihre Unterschrift an den Kansas City Star, in dem sie behauptete, sie sei in einem zuvor von dieser Zeitung veröffentlichten Interview falsch zitiert worden

Stokes wurde im März 1918 wegen aufrührerischer Äußerungen zu 10 Jahren Haft verurteilt, als sie nach einer Rede in Kansas verhaftet wurde. Ihr Mann zahlte für sie eine Kaution von 10.000 Dollar und kündigte an, dass er den gleichen Betrag für Kriegsanleihen der Regierung ausgeben würde, um die Kriegsanstrengungen zu unterstützen. Die erste Verurteilung wurde aufgehoben, aber sie wurde erneut wegen Volksverhetzung angeklagt. Ihre Verbindung zu der Familie Stokes bewahrte sie wahrscheinlich vor dem Gefängnis. Unterdessen wurden die Büros der Sozialistischen Partei durchsucht und ihre Mitglieder festgenommen. Stokes trat wieder in die Partei ein und wandte sich dann ihrem linken Flügel zu, der zu einer Gründungsorganisation der CPUSA wurde. Sie war 1922 Delegierte bei dem Vierten Kongress der Kommunistischen Internationale in Moskau und war begeistert von den Veränderungen, die sie bei ihrem Besuch in Sowjetrussland sah. 

## Scheidung und Vermächtnis
Im Februar 1925 wurde Stokes von ihrem Mann geschieden. Sie stellte keine finanziellen Forderungen an ihren Ex-Mann außer einem monatlichen Unterhalt für ihre Mutter und war somit auf ihr Schreiben als ihre Haupteinnahmequelle angewiesen. Sie heiratete den russisch-polnischen Juden Jerome Isaac Romain, der später seinen Namen in Victor J. Jerome änderte und in der CPUSA aktiv war. Romain lebte und arbeitete in New York, während Stokes in ihrem Haus in Westport lebte, wo sie sich um Romains kleinen Sohn kümmerte und ihren politischen Aktivismus fortsetzte.
Drei Jahre später fand ein Reporter sie in Armut lebend und an Brustkrebs erkrankt vor. Sein Bericht führte zu Hilfsangeboten, und Unterstützer sammelten Spenden für die Behandlung in einer Klinik in Deutschland, ihr ehemaliger Ehemann kam einer Spendenaufforderung jedoch nicht nach. 
Stokes starb zwei Tage nach ihrem 54. Geburtstag in Frankfurt, als sie sich einer Strahlentherapie unterziehen wollte. Ihr Körper wurde eingeäschert und die Asche nach New York geschickt, wo in der Webster Hall ein Gedenkgottesdienst stattfand.
Als sie zu krank wurde, um ihre Autobiografie weiterzuschreiben, vertraute sie das Projekt seiner Fertigstellung Samuel Ornitz an, einem kommunistischen Schriftsteller, Freund und späteren Mitglied der Hollywood Ten, der auf der schwarzen Liste stand, der die Fertigstellung 1937 schließlich aufgab. Ihre unvollendete Autobiographie wurde 1992 posthum veröffentlicht.
Die Unterlagen von Stokes werden von der New York University aufbewahrt, wo sie in der Tamiment Library und den Robert F. Wagner Archives aufbewahrt werden, sowie an der Yale University in New Haven, Connecticut.
Stokes war über einen Zeitraum von drei Jahren von 1918 bis 1921 die meistgenannte Frau in amerikanischen Zeitungen. Sie war Gegenstand von zwei Büchern und einem Stummfilm.

## Veröffentlichungen (Auswahl)
- Herbert Stokes:I Belong to the Working Class: The Unfinished Autobiography of Rose Pastor Stokes. University of Georgia Press, 1992, ISBN 978-0820313832.
- mit Alice Blache: Shall the Parents Decide. 1916.
- The Woman Who Wouldn’t. 1916.